# Sylvain Dornon

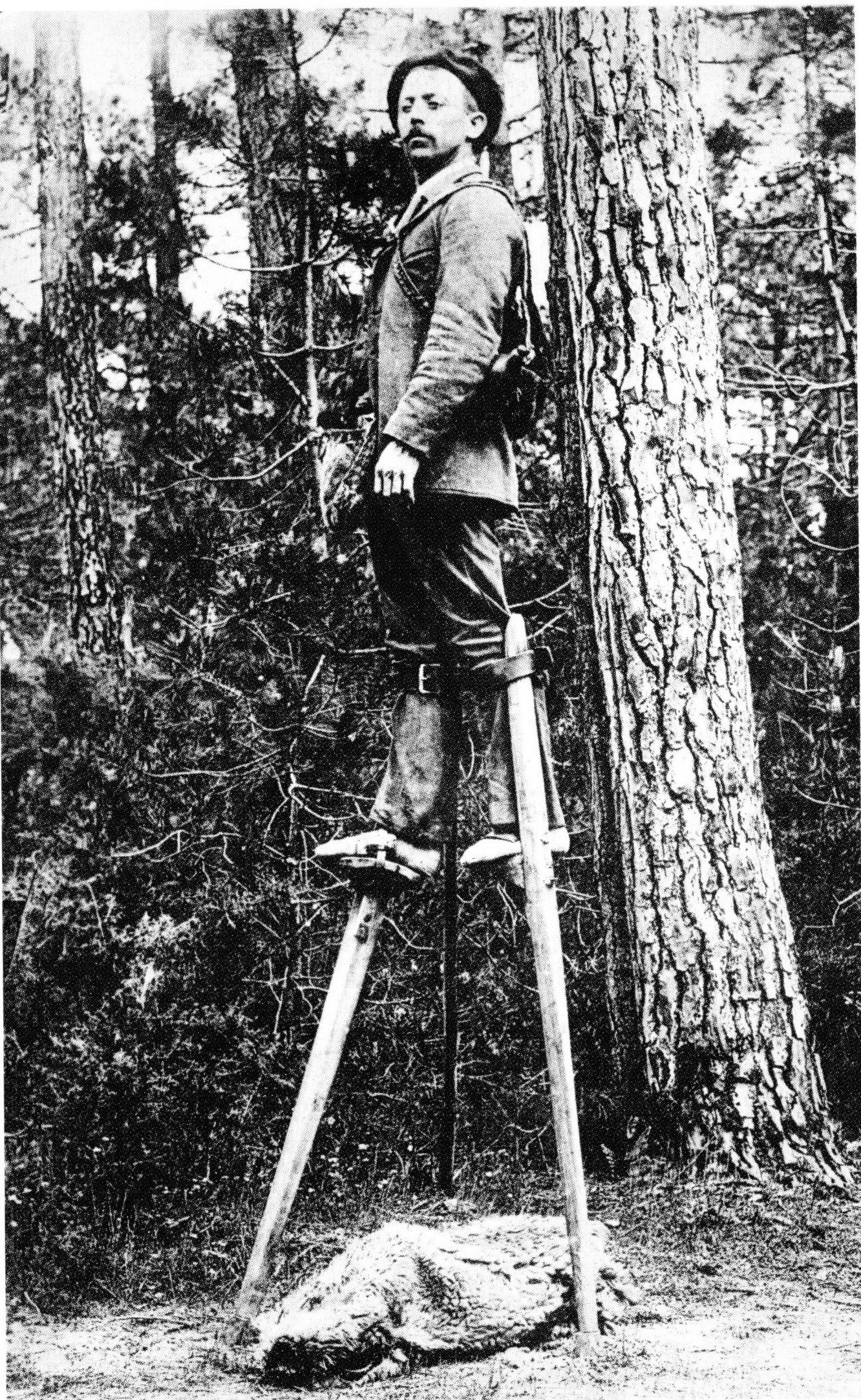
Sylvain Dornon

Sylvain Dornon (Salles, 3 december 1857 - 1900) was een Franse steltloper.

## Biografie
Hij werd geboren als Arnaud Dornon maar nam de roepnaam Sylvain aan. In 1881 was hij bakker in Lugos en huwde er met Marie Foucaud. Het echtpaar keer zes kinderen en verhuisde naar Arcachon. Daar kreeg Dornon interesse in het steltlopen. Dit was een oude traditie onder de herders in de Landes die aan het einde van de 19e eeuw dreigde uit te sterven. Dornon oefende zich in het steltlopen en in het dansen op stelten. Op 4 augustus 1889 organiseerde hij een steltloopwedstrijd in het Parc du Casino in Arcachon waar ook dansen op stelten werden uitgevoerd.

### Eiffeltoren

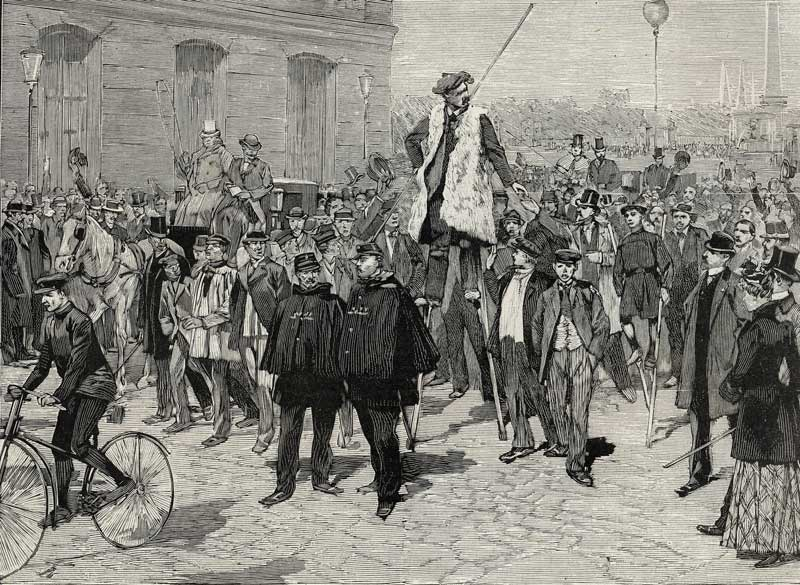
Sylvain Dornon op 12 maart 1891 in Parijs

Later dat jaar beklom hij tijdens de Wereldtentoonstelling van Parijs de pas geopende Eiffeltoren op stelten. Onder grote publieke belangstelling klom Dornon tot de tweede verdieping.

### Parijs-Moskou
Geïnspireerd door de exploten van Russische ruiters of stappers in die periode die in zo kort mogelijke tijd van Moskou naar Parijs probeerden te gaan, besloot Dornon om van Parijs naar Moskou te stappen op stelten. Hij vertrok op 12 maart 1891 op de Place de la Concorde voor een publiek van duizenden belangstellenden. Op stelten van 1,10 meter (gemeten tot de enkels) stapte hij op 58 dagen naar Moskou. Hij ging langs Sedan, Luxemburg en Berlijn. In Duitsland werd hij beschuldigd van valsspelen toen hij de trein nam om onderweg een optreden in een circus te geven. Dornon stapte gemiddeld 50 km per dag en bereikte op 10 mei 1891 Moskou.